# 로런스 프레스먼
로런스 프레스먼(Lawrence Pressman, 1939년 7월 10일 ~ )은 미국의 영화 제작자, 배우이다.

## 출연 작품
- 마더 앤 차일드 (2009년) - 닥터 모건 역
- 더 파 사이드 오브 제리초 (2006년)
- 아메리칸 드림즈 (2006년)
- 나인 라이브즈 (2005년) - 로먼 역
- 아메리칸 파이 3 - 아메리칸 웨딩 (2003년)
- 닥터 두리틀 2 (2001년)
- 아메리칸 파이 (1999년) - 마샬 코치 역
- 마이티 조 영 (1998년)
- 베리 배드 씽 (1998년)
- 메이커 (1997년)
- 트라이얼쇼 (1997년)
- 레이트 쉬프트(영어판) (1996년)
- 마주 본 두 자매 (1996년)
- 선체이서 (1996년)
- 앵거스 (1995년)
- 사랑하는 딸에게 (1994년)
- 에너미 위딘 (1994년)
- 델마토드 살인 사건 (1991년)
- 폭우 속의 참사 (1989년)
- 오너 바운드 (1988년)
- 하노이 포로 수용소 (1987년)
- 검은 독수리 (1986년)
- 더 쓰리 위시스 오브 빌리 그리어 (1984년)
- 사랑 게임 (1984, For Love or Money)
- 전쟁의 폭풍 (1983년)
- 크라이 포 더 스트레인저스 (1982년)
- 살인 연습 (1982년)
- 나인 투 파이브 (1980년)
- 게더링 (1977년)
- 야망의 계절 (1976년)
- 맨 인 더 글래스 부스 (1975년) - 찰리 콘 역
- 윈터 킬 (1974년)
- 크레이지 월드 오브 줄리어스 브루더 (1974년) - 패스키 역
- 샤프트 (1971년)
- 911 위기의 시간 (2003년) - 딕 체니 부통령 역

### 텔레비전
- 닥터 웰비 (1972-73)
- 형사 맥밀란 (1972-75)
- 명탐정 바나비 존즈 (1974-76)
- 다이너스티 (1984)
- 스트레인저 (1986, The Deliberate Stranger)
- 천재소년 두기 (1989-93) - 의사 벤저민 캔필드 역
- 로앤오더 (1993-95)
- 닥터 퀸 (1996)
- 저징 에이미 (1999-2004)
- 다크 엔젤 (2001)
- NCIS (2003-06) - 러셀 피크 박사 역
- 크로싱 조던 (2004-07)
- 고스트 & 크라임 (2008)
- 하트 오브 딕시 (2013-15)